# La Nativitat de la Mare de Déu de Sossís
La Nativitat de la Mare de Déu de Sossís és l'església de Sossís, pertanyent al municipi de Conca de Dalt, al Pallars Jussà, dins de l'antic terme de Claverol. Es tracta d'una església petita, situada a la part baixa del poble, a ponent. Al costat oest de l'església hi ha l'antic cementiri parroquial, actualment clausurat. És una obra protegida com a Bé Cultural d'Interès Local.

## Descripció
Església d'una nau, planta rectangular i dos cossos més baixos afegits lateralment, formant les capelles i sagristia.

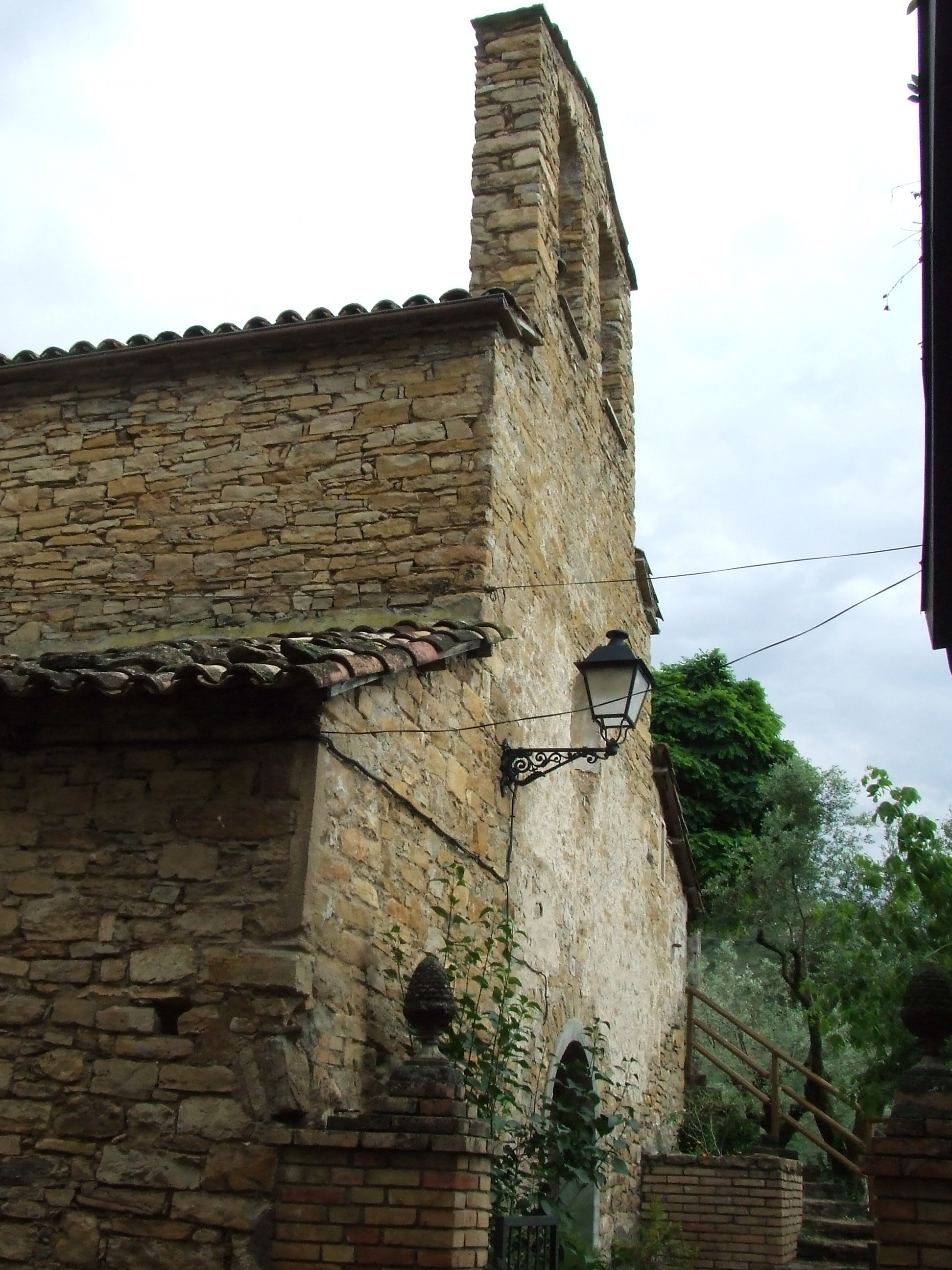
Façana occidental de l'església de Sossís

Les voltes són de creueria amb coberta de lloses de pedra a dues vessants.
El cor, il·luminat a l'eix de la nau, és de mig punt sense cap valor, igual que els murs i llindes de les finestres laterals. Tota l'obra és feta amb carreus de pedra del país.
La façana de ponent és coronada per un campanar d'espadanya de dos ulls, amb dues campanes.
Interiorment l'església està revestida amb morter de calç i guix i pintada en diverses ocasions. Els murs exteriors mostren la pedra, tot i que probablement havien estat arrebossats amb morter de calç i guix, si més no pel que fa a la façana principal.

## Història
A l'espadanya hi ha dues campanes de bronze datades del 1702 i 1808.
Antigament era una església sufragània, dependent de Santa Maria de Montsor. En l'actualitat aquesta església està agrupada, amb la major part de les del seu terme municipal, a la parròquia de Salàs de Pallars.